# Multimodus picturatus
Multimodus picturatus is een fossiele soort schietmot uit de familie Vitimotauliidae.